# Union Station (Metro de Los Ángeles)
Union Station es una estación en la línea B, línea D, línea A del Metro de Los Ángeles y es administrada por la Autoridad de Transporte Metropolitano del Condado de Los Ángeles. La estación se encuentra localizada en Union Station de Los Ángeles, California en la Calle Alameda. La estación tiene buses expresos que van directos al Aeropuerto Internacional de Los Ángeles y la Universidad del Sur de California.

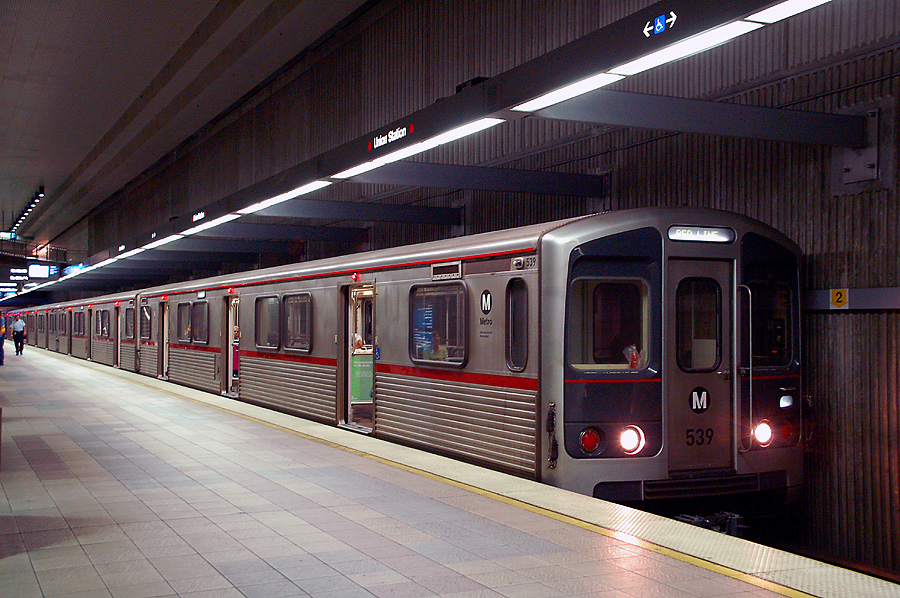
Una de dos Lineas de Metro subterráneas de Union Station.